# Journal of Physical Organic Chemistry
Het Journal of Physical Organic Chemistry is een wetenschappelijk tijdschrift met peer review, dat maandelijks wordt uitgegeven door het John Wiley & Sons. De naam wordt gewoonlijk afgekort tot J. Phys. Org. Chem. Het tijdschrift publiceert onderzoek uit de fysische organische chemie.
Het tijdschrift werd opgericht in 1988. In 2017 bedroeg de impactfactor van het tijdschrift 1,591.